# Claude Duval
Pour les articles homonymes, voir Duval.
Claude Duval, né à Domfront en 1643 et pendu à Tyburn le 21 janvier 1670, est un gentleman-cambrioleur de grand chemin français dans l’Angleterre de la Restauration.

## Enfance
D’une noble famille normande dépouillée de ses terres et de ses titres, il fut envoyé, à l’âge de 14 ans à Paris où il travailla comme domestique, avant de devenir garçon d’écurie pour un groupe de royalistes anglais. À l’époque de la Restauration, il escorta le duc de Richmond en Angleterre comme valet de chambre et loue une maison à Wokingham.

## Banditisme
Très vite, Duval devient un voleur qui s’attaque aux diligences de passage dans les rues de Londres, en particulier à Holloway entre Highgate et Islington. Toutefois, contrairement à la plupart des autres brigands, Duval se distinguait par son comportement plutôt courtois et ses vêtements à la mode. Il était réputé n’avoir jamais eu recours à la violence. Une de ses victimes fut l’écuyer Roper, maitre de la Meute Royale, qu’il laissa attaché à un arbre après l’avoir délesté de 50 guinées.
Il existe beaucoup d’histoires au sujet de Duval, très galant envers les dames. L’une, particulièrement célèbre – située dans plusieurs endroits et plus tard publiée par William Pope – rapporte qu’il arrêta un jour un carrosse où se trouvaient une femme et son mari. Celle-ci s’étant mise à jouer de son flageolet, Duval se mit à en faire autant sur le sien. Puis il invita la dame à danser, après quoi Duval ne demanda que 100 livres sur les 4 000 que transportait le couple en gage de paiement pour le divertissement, avant de les laisser continuer leur route. Cette scène a été immortalisée par le peintre William Powell Frith dans son tableau intitulé Claude Duval, de 1860.
Si l’intention de Duval, en se comportant de façon rassurante, était de dissuader les poursuites contre lui, il n’a pas totalement réussi. Après que les autorités eurent promis une forte récompense en échange de sa capture, il s’enfuit en France pendant un certain temps. De retour quelques mois plus tard, il fut arrêté peu après, alors qu’il était ivre dans la taverne londonienne de Mother Maberley The Hole-in-the-Wall, sise Chandos Street, à Covent Garden.

## Exécution
Le 17 janvier 1670, le juge Sir William Morton le reconnut coupable de six vols (les autres sont restés non prouvés) et le condamna à mort. De nombreuses dames tentèrent d’intercéder en sa faveur. Le roi lui-même n’y était pas opposé, mais le juge se montra inflexible, refusant de modifier la sentence et menaçant de démissionner. Le roi céda et la sentence fut exécutée. Duval fit face à la mort avec bravoure, au milieu des lamentations de la foule au milieu de laquelle se seraient trouvées plusieurs dames de qualité en masque.
Après que son corps eut été décroché, il fut exposé à la Taverne de Tanger, où il attira une foule nombreuse de tous rangs, au milieu de manifestations si inconvenantes qu’un arrêt du juge dut y mettre fin. Il fut ensuite transporté à l’église Saint-Paul à Covent Garden où il fut enterré dans l’allée centrale. Son épitaphe se lit comme suit :
Ici repose DuVall : Lecteur, si tu es de sexe masculin,

Gare à ta bourse ; si tu es une femme, gare à ton cœur.

Il a fait beaucoup de ravages aux deux, car il a fait

Se tenir debout les hommes, et il a fait tomber les femmes

Deuxième Conquérant de la race normande,

Les chevaliers se sont rendus à son bras, et les dames à son visage.

Ancienne gloire de Tyburn ; illustre voleur d’Angleterre,

Duvall, la joie des dames ; Duvall, le chagrin des dames

## Culture populaire
Ce bandit galant de grand chemin a inspiré un certain nombre de biographes et d’auteurs qui ont enrichi sa légende, y compris en ce qui concerne l’alchimie, le jeu et la galanterie.
Le peintre William Powell Frith lui a consacré un tableau du même nom en 1860. On y voit un homme bien habillé en face d’une jeune femme. Derrière elle, se trouvent une diligence, avec plusieurs hommes masqués et armés de pistolets. Les occupants de la voiture sont en plein désarroi. À gauche, un autre homme masqué joue de la flute. Devant lui, un homme plus âgé est assis, les bras liés derrière le dos.
Duval a été le sujet de l’opéra-comique du même nom rédigé en 1881 par Edward Solomon et Henry Pottinger Stephens, qui réussit en Grande-Bretagne et en Amérique. George A. Cooper a tiré de sa vie un film du même nom en 1924, où il est incarné par Nigel Barrie.
Il passe pour hanter un certain nombre de lieux, dont l’Hôtel Holt le long de la route d’Oxford, où il passa beaucoup de nuits du temps où celle-ci était une petite auberge et, selon un documentaire de 2005, la taverne où il fut arrêté avant d’être condamné à la pendaison.
Un pub de la ville de Camberley a été nommé d’après lui.